# Sotin
Sotin är en ort i Kroatien.   Den ligger i länet Srijem, i den östra delen av landet, 250 km öster om huvudstaden Zagreb. Sotin ligger 114 meter över havet och antalet invånare är 974.
Terrängen runt Sotin är platt. Runt Sotin är det ganska glesbefolkat, med 47 invånare per kvadratkilometer. Närmaste större samhälle är Vukovar, 9,0 km nordväst om Sotin. Trakten runt Sotin består till största delen av jordbruksmark.